# Kang Kyung-Ho
Kang Kyung-Ho (coreano: 강경호; Busan, 9 de setembro de 1987) é um lutador sul-coreano de artes marciais mistas, atualmente ele compete no peso-galo do Ultimate Fighting Championship.

## Carreira
Kang começo sua carreira profissional em 2007. Ele lutou principalmente em organizações internacionais, com o Spirit Martial Challenge, Art of War e DEEP.
Kang enfrentou Shigeki Osawa em 7 de Março de 2009 no Sengoku Raiden Championships 12. Ele perdeu a luta por decisão unânime.

### Road Fighting Championship
Kang enfrentou Shoko Sato nas quartas de final do Torneio de Galos do ROAD FC em 24 de Março de 2012 no Road FC 7. Ele venceu a luta por finalização com uma chave de braço no segundo round.
Na semifinal em 16 de Junho de 2012 no Road FC 8, Kang enfrentou Jae Hoon Moon. Ele venceu a luta por finalização com um mata leão no segundo round. No mesmo dia, Kang enfrentou Andrew Leone na final. Novamente Kang venceu por finalização com um mata leão no segundo round e foi coroado o primeiro Campeão Peso Galo do Road FC.
Em Julho de 2012, foi anunciado que Kang havia assinado um contrato para lutar no Peso Galo do Ultimate Fighting Championship.

### Ultimate Fighting Championship
Kang era esperado para enfrentar Alex Caceres em 10 de Novembro de 2012 no UFC on Fuel TV: Franklin vs. Le. No entanto, Kang foi removido do evento devido a uma lesão e foi substituído pelo estreante na promoção Motonobu Tezuka.
Kang/Caceres finalmente aconteceu em 3 de Março de 2013 no UFC on Fuel TV: Silva vs. Stann. Caceres originalmente venceu a luta por decisão dividida, mas o resultado posteriormente foi alterado para Sem Resultado após Caceres testar positivo para maconha.
Kang enfrentou Chico Camus em 31 de Agosto de 2013 no UFC 164. Ele perdeu a luta por decisão unânime.
Kang enfrentou Shunichi Shimizu em 4 de Janeiro de 2014 no UFC Fight Night: Saffiedine vs. Lim. Ele venceu a luta por finalização com um triângulo de braço no terceiro round.
Kang era esperado para enfrentar Chris Holdsworth em 24 de Maio de 2014 no UFC 173. No entanto, Kang se retirou da luta e foi substituído por Chico Camus.
Kang enfrentou Michinori Tanaka em 20 de Setembro de 2014 no UFC Fight Night: Hunt vs. Nelson. Ele venceu a luta por decisão dividida, e ambos lutadores ganharam o prêmio de Luta da Noite pela suas performances.

## Títulos
- ROAD Fighting Championship
  - Campeão Peso Galo do ROAD FC (uma vez)[5]
  - Vencedor do Torneio de Galos do ROAD FC (2012)[4]
- Spirit Martial Challenge
  - Vencedor da Terceira Temporada do Go! Super-Korean

- Ultimate Fighting Championship
  - Luta da Noite (uma vez) vs. Michinori Tanaka

## Cartel no MMA
| Cartel no MMA       |             |            |
| 26 lutas            | 17 vitórias | 8 derrotas |
| Por nocaute         | 2           | 1          |
| Por finalização     | 11          | 1          |
| Por decisão         | 4           | 5          |
| Por desqualificação | 0           | 1          |
| No contest          | 1           | 1          |

| Res.    | Cartel   | Oponente         | Método                                  | Evento                                       | Data       | Round | Tempo | Local                   | Notas                                                          |
| ------- | -------- | ---------------- | --------------------------------------- | -------------------------------------------- | ---------- | ----- | ----- | ----------------------- | -------------------------------------------------------------- |
| Vitória | 17-8 (1) | Liu Pingyuan     | Decisão (dividida)                      | UFC Fight Night: Edgar vs. The Korean Zombie | 21/12/2019 | 3     | 5:00  | Busan                   |                                                                |
| Vitória | 16-8 (1) | Brandon Davis    | Decisão (dividida)                      | UFC 241: Cormier vs. Miocic 2                | 17/08/2019 | 3     | 5:00  | Anaheim, Califórnia     |                                                                |
| Vitória | 15-8 (1) | Teruto Ishihara  | Finalização Técnica (mata-leão)         | UFC 234: Adesanya vs. Silva                  | 09/02/2019 | 1     | 3:59  | Melbourne               |                                                                |
| Derrota | 14-8 (1) | Ricardo Ramos    | Decisão (dividida)                      | UFC 227: Dillashaw vs. Garbrandt II          | 04/08/2018 | 3     | 5:00  | Los Angeles, Califórnia |                                                                |
| Vitória | 14-7 (1) | Guido Canetti    | Finalização (triângulo)                 | UFC Fight Night: Stephens vs. Choi           | 14/01/2018 | 1     | 4:53  | St.Louis, Missouri      |                                                                |
| Vitória | 13-7 (1) | Michinori Tanaka | Decisão (dividida)                      | UFC Fight Night: Hunt vs. Nelson             | 20/09/2014 | 3     | 5:00  | Saitama                 | Luta da Noite.                                                 |
| Vitória | 12-7 (1) | Shunichi Shimizu | Finalização (triângulo de braço)        | UFC Fight Night: Saffiedine vs. Lim          | 04/01/2014 | 3     | 3:53  | Marina Bay              |                                                                |
| Derrota | 11-7 (1) | Chico Camus      | Decisão (unânime)                       | UFC 164: Henderson vs. Pettis                | 31/08/2013 | 3     | 5:00  | Milwaukee, Wisconsin    |                                                                |
| NC      | 11-6 (1) | Alex Caceres     | Sem Resultado                           | UFC on Fuel TV: Silva vs. Stann              | 03/03/2013 | 3     | 5:00  | Saitama                 | Havia perdido; Caceres testou positivo para maconha.           |
| Vitória | 11-6     | Andrew Leone     | Finalização (mata leão)                 | Road FC 8: Bitter Rivals                     | 16/06/2012 | 2     | 1:19  | Wonju                   | Final do Torneio de Galos do Road FC de 2012; Ganhou o Título. |
| Vitória | 10-6     | Jae Hoon Moon    | Finalização (mata leão)                 | Road FC 8: Bitter Rivals                     | 16/06/2012 | 2     | 4:27  | Wonju                   | Semifinal do Torneio de Galos do Road FC de 2012.              |
| Vitória | 9-6      | Shoko Sato       | Finalização (chave de braço)            | Road FC 7: Recharged                         | 24/03/2012 | 2     | 2:38  | Seul                    | Quartas de Final do Torneio de Galos do Road FC de 2012.       |
| Derrota | 8-6      | Andrew Leone     | Decisão Técnica                         | Road FC 6: The Final Four                    | 05/02/2012 | 3     | 5:00  | Seul                    | Kang perdeu um ponto por não bater o peso.                     |
| Vitória | 8-5      | Min Jung Song    | Finalização (chave de braço)            | Road FC 5: Night of Champions                | 03/12/2011 | 1     | 4:55  | Seul                    |                                                                |
| Vitória | 7-5      | Kil Woo Lee      | Nocaute Técnico (interrupção do córner) | Road FC 3: Explosion                         | 24/07/2011 | 1     | 0:52  | Seul                    | Estréia nos Galos.                                             |
| Derrota | 6-5      | Bae Young Kwon   | Finalização (triângulo)                 | Road FC 2: Alive                             | 16/04/2011 | 1     | 4:05  | Seul                    |                                                                |
| Vitória | 6-4      | Kazutoshi Fujita | Finalização (mata leão)                 | Grachan 5                                    | 07/11/2010 | 1     | 2:10  | Tóquio                  |                                                                |
| Derrota | 5-4      | Munehiro Kin     | Desqualificação (joelhada ilegal)       | Gladiator 11: G–1                            | 09/10/2010 | 1     | 4:56  | Tóquio                  |                                                                |
| Vitória | 5-3      | Makoto Kamaya    | Finalização (mata-leão)                 | KOF: The Beginning of Legend                 | 24/04/2010 | 3     | 4:19  | Jinju                   |                                                                |
| Derrota | 4-3      | Shigeki Osawa    | Decisão (unânime)                       | World Victory Road Presents: Sengoku 12      | 07/03/2010 | 3     | 5:00  | Tóquio                  |                                                                |
| Derrota | 4-2      | Atsushi Yamamoto | Decisão (unânime)                       | Deep: Fan Thanksgiving Festival 2            | 10/11/2009 | 2     | 5:00  | Tóquio                  |                                                                |
| Vitória | 4-1      | Guangyou Ning    | Finalização (triângulo)                 | AOW 13: Rising Force                         | 18/07/2009 | 1     | 7:34  | Pequim                  | Estréia nos Penas.                                             |
| Vitória | 3-1      | Nam Sun Kim      | Nocaute Técnico (interrupção médica)    | Spirit MC 17: All In                         | 29/06/2008 | 1     | 4:08  | Seul                    |                                                                |
| Derrota | 2-1      | Kwang Hee Lee    | Nocaute (tiros de meta)                 | Spirit MC 14: Karma                          | 14/10/2007 | 1     | 2:45  | Seul                    | Pelo Título Meio Médio (-70kg) do Spirit MC.                   |
| Vitória | 2-0      | Duk Young Jang   | Finalização (triângulo)                 | Spirit MC 13: Heavyweight GP Final           | 14/10/2007 | 1     | 2:45  | Seul                    |                                                                |
| Vitória | 1-0      | Jae Hyun So      | Decisão (unânime)                       | Spirit MC 11: Invasion                       | 22/04/2007 | 2     | 5:00  | Seul                    |                                                                |